# Menzies Campbell
Pour les articles homonymes, voir Campbell.
Walter Menzies Campbell (né le 22 mai 1941), également connu sous le nom de Ming Campbell, est un homme politique britannique et un ancien coureur de vitesse.

## Biographie
Il est député au parlement du Royaume-Uni et a été élu à la tête du parti des Démocrates libéraux le 2 mars 2006. Le 15 octobre 2007, il décide de démissionner de son poste de leader du parti.
Avant sa carrière politique, il était sprinteur et détenait le record de Grande-Bretagne du 100m de 1967 à 1974 avec 10 s 2.